# Caffrolix brentium
Caffrolix brentium är en insektsart som beskrevs av Davies 1988. Caffrolix brentium ingår i släktet Caffrolix och familjen dvärgstritar. Inga underarter finns listade i Catalogue of Life.